# Équipe de Tunisie de rugby à XV
L'équipe de Tunisie de rugby à XV rassemble les meilleurs joueurs de rugby à XV de Tunisie.
Elle dispute annuellement la coupe d'Afrique de rugby à XV. La Tunisie participe également aux phases qualificatives à la coupe du monde mais elle n'a jamais accédé à la phase finale.

## Histoire
L'introduction officielle du rugby en Tunisie est notamment l'œuvre de Béchir Salem Belkhiria, au début des années 1970, avec le soutien de la Fédération française de rugby, de l'International Rugby Board et d'une pléiade de spécialistes français (Francis Crespo, Patrick Rateau, etc.) qui ont contribué à initier les jeunes au rugby.
L'équipe de Tunisie joue son premier match le 1er juillet 1979 contre les Pays-Bas (défaite 12 à 0). D'autres matchs sont ensuite joués contre des équipes comme la Serbie-Monténégro, l'Espagne, contre laquelle l'équipe subit sa plus large défaite par 62 à 0 (22 septembre 1979), ou encore la RFA. Elle remporte sa première victoire en 1982 en battant le Portugal 16 à 13. L'équipe est ensuite restée invaincue durant une série de matchs en 1982 et 1983. Elle connaît un beau succès au milieu des années 1980 en remportant un nombre de rencontres élevé. À la fin de la décennie, elle rencontre certaines nations importantes du rugby, comme l'Italie, la Roumanie ou les États-Unis. Bien que battue, l'équipe fait une bonne impression.
La Tunisie continue à connaître un succès modéré à la fin des années 1980 et au début des années 1990. Elle obtient des résultats similaires à la fin de la décennie, gagnant une bonne partie de ses rencontres en affrontant principalement des équipes comme le Zimbabwe ou les Pays-Bas. Sa plus large victoire est obtenue le 20 septembre 1997 contre le Kenya (52 à 5).
Pourtant, l'équipe ne parvient pas à se qualifier pour la coupe du monde : elle rate la qualification pour la coupe du monde 2003 au goal average contre la Namibie.
En effet, la Tunisie, après avoir battu le Maroc à Tunis et la Côte d'Ivoire à Abidjan, et la Namibie s'affrontent dans un match aller-retour en finale des qualifications de la zone Afrique. À l'issue des deux matchs, le score étant d'une parité totale, la Namibie obtient son ticket d'accès au bénéfice du nombre d'essais sur l'ensemble des deux matchs (trois essais à deux).
La Tunisie est aussi éliminée de peu au deuxième tour des qualifications de la zone Afrique pour la coupe du monde 2007. Elle s'est tout de même qualifiée pour la coupe du monde de rugby à sept en 2005 et y a d'ailleurs battu l'Afrique du Sud.
Pour les qualifications de la zone Afrique pour la coupe du monde 2011, la Tunisie bat en poule le Cameroun et le Kenya avant de dominer l'Ouganda en demi-finale. La dernière marche est cependant fatale contre la Namibie, lors de deux matchs disputés (18-13 et 22-10) ; la Tunisie joue les barrages mais s'incline en demi-finale face à la Roumanie sur le score de 56-13 et ne se qualifie pas pour la phase finale de la coupe du monde 2011.
L'équipe de Tunisie est classée à la 41e place au classement World Rugby en février 2019.
En décembre 2016, la Fédération algérienne de rugby, en collaboration avec Rugby Afrique, doit organiser la première édition d'un Tri-nations maghrébin regroupant l'Algérie, la Tunisie et le Maroc. World Rugby l'a validé et l'événement aura lieu à Oran en Algérie,.

## Palmarès
- Coupe du monde :
  - 1987 : pas invitée
  - 1991 : pas qualifiée
  - 1995 : pas qualifiée
  - 1999 : pas qualifiée
  - 2003 : pas qualifiée
  - 2007 : pas qualifiée
  - 2011 : pas qualifiée (barragiste)
  - 2015 : pas qualifiée
- Coupe d'Afrique :
  - 2002 : 2e
  - 2003 : forfait
  - 2004 : 3e de la zone Nord
  - 2005 : 3e de la poule C
  - 2006 : 2e de la poule A
  - 2007 : 2e de la poule B
  - 2008-2009 : 2e
  - 2010 : 2e
  - 2011 : 2e
  - 2012 : 4e (relégué en division 1B)
  - 2013 : finaliste de la division 1B
  - 2014 : vainqueur de la division 1B
  - 2015 : 4e (relégué en division 1B, désormais appelée Silver Cup)
  - 2016 : finaliste de la Silver Cup (promu en Gold Cup)
  - 2017 : 4e

## Anciens joueurs
- Hédi Mohamed Ali (ailier en 1985-1996)
- Khemaïs Ben Abdelkader (centre)
- Mondher Ben Charrada (centre et troisième ligne en 1986-1995)
- Abdelhakim Ben Halima (2e ligne)
- Faycel Ben Mansour
- Mohamed Ridha Rekik (demi de mêlée en 1976-1983)
- Mounir Ben Youssef (avant en 1990-1993)
- Taïeb Bouaziz (capitaine)
- Mohamed Boudoukhane (ouvreur)
- Belgacem, Abdelhamid et Tarek Boughanmi
- Lotfi Bousnina
- Mounir Daoud
- Amara Dridi (deuxième ligne en 2005-2012)
- Lamine Dridi (1980-1988 au Club africain)
- Raouf Dridi (ailier en 1976-1980 à l'Olympique de Béja)
- Hammadi Elloumi
- Pierrik Gaillard
- Lotfi Gharbi
- Kamel Karoui (Jeux méditerranéens de 1979)
- Jamel Haj Kasem
- Tafik Haj Kasem
- Wassil Harrouche
- Habib Hattour (ailier des années 1980)
- Houssemeddine Haffar (ailier en 2005-2013)
- Kaïs Issa
- Noureddine Karoui (trois quarts centre en 1976-1986)
- Kamel Makni (demi-d'ouverture et arrière en 1982-1986)
- Samir Maktouf
- Mohamed Mansouri
- Taïeb Marrouche
- Adel Mili (ouvreur en 1991-2005)
- Faouzi Oualhi (troisième ligne)
- Tarek Rebaï (deuxième ligne dans les années 1970)
- Raouf Rekik
- Mohamed Sahraoui
- Karim Salem (talonneur de l'Olympique de Béja)
- Mohamed Seifeddine Salem
- Tounsi Taleb
- Ramzi Zoghlami (1990-2003)